# Alchemilla humbertii
Alchemilla humbertii é uma espécie de rosácea do gênero Alchemilla, pertencente à família Rosaceae.